# Svatá Alžběta (přírodní rezervace)
Přírodní rezervace Svatá Alžběta byla vyhlášena roku 1949 a nachází se zhruba pět kilometrů severně od obce Křivoklát. Důvodem ochrany je přirozená habrová bučina s lípou.